# Ankh

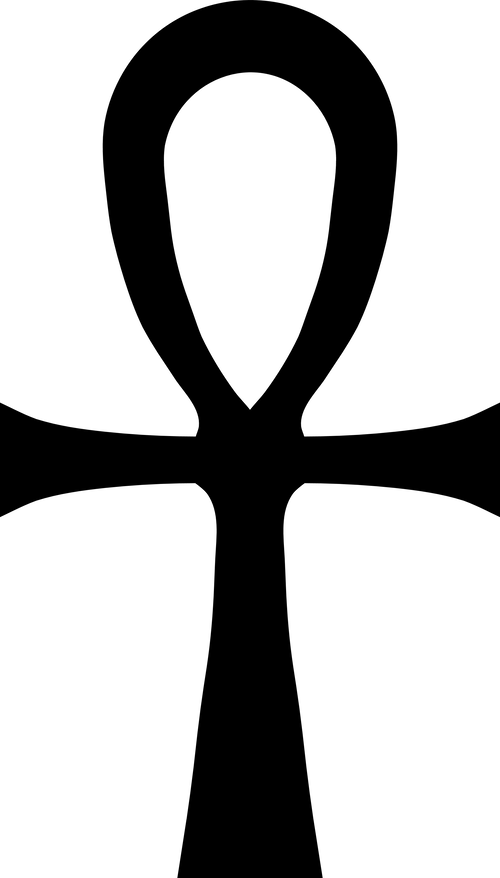
Ankh

Ankh este o hieroglifă egipteană, simbol a vieții lungi. Faraonii primeau o amuletă sub formă de ankh la naștere.
Ankh-ul a fost pentru vechii egipteni simbolul Vieții Veșnice (simbolul hieroglific actual).
Simbolul a fost adesea folosit în arta egipteană.
În timp ce era creștină eclipsa sistemul religios păgân al egiptenilor, “crux ansata” (cruce cu mâner).
Vechii zei egipteni erau reprezentați foarte des alături de un Ankh (Anqet, Ptah, Satet, Sobek, Tefnut, Osiris, Ra, Isis, Hathor, Anubis și mulți alții), ca dovadă a abilității lor de a transcende moartea.
Sarcofagele faraonilor aveau un Ankh plasat pe pieptul regelui pentru a simboliza răsuflarea Vieții Eterne.
Simbolul Ankh-ului nu se limitează la viața materială, ci trece mai departe de ea, simbolizând viața în moarte. De aceea, morții erau numiți “ankhu” și un termen pentru sarcofag era “neb-ankh” care însemna “posesor al vieții”.
De asemenea Ankh-ul era folosit pentru protecție împotriva spiritelor rele.
Unele teorii susțin faptul că Ankh-ul reprezenta răsăritul soarelui. Bucla simbolizând soarele, linia orizontală simbolizând orizontul, iar linia vericală simbolizând traiectoria soarelui.
O altă teorie privind simbolul susține faptul că Ankh-ul reprezintă uniunea dintre principiul masculin și cel feminin (uniunea dintre Cer și Pământ).
Ankh-ul nu numai că simbolizează Viața Eternă (atât cea materială cât și cea spirituală), însă reprezintă și puterea de a da și susține viața. Este asociat în general cu lucrurile materiale precum apa (pe care egiptenii o considerau capabilă de a regenera viața), aerul, soarele precum și cu zeii.
De-a lungul timpurilor, Ankh-ul a devenit simbolul Vieții și Imortalității, al Universului, al puterii, al apei și aerului dătători de viață. Forma sa asemănătoare cu o cheie a încurajat credința că poate deschide porțile morții.
Ankh-ul este popular și în rândul Păgânilor, în mare parte datorită asemănării cu Crucea Creștină ce face ca Ankh-ul să fie un simbol mai puțin șocant comparat cu o pentagramă.